# Kollancode
Kollancode es una ciudad y nagar Panchayat situada en el distrito de Kanyakumari en el estado de Tamil Nadu (India). Su población es de 38385 habitantes (2011). Se encuentra a 33 km de Thiruvananthapuram y a 89 km de Tirunelveli. 

## Demografía
Según el censo de 2011 la población de Kollancode era de 38385 habitantes, de los cuales 19273 eran hombres y 19112 eran mujeres. Kollancode tiene una tasa media de alfabetización del 86,72%, superior a la media estatal del 80,09%: la alfabetización masculina es del 88,15%, y la alfabetización femenina del 85,31%.